# Ruben Alte
Ruben Alte, né le 28 février 2000 à Namsos en Norvège, est un footballeur norvégien qui évolue au poste de milieu central au Viking FK.

## Biographie

### Ranheim Fotball
Né à Namsos en Norvège, Ruben Alte commence le football au Gullvikmoen IL puis il joue durant sa formation au Namsos IL et au Steinkjer FK avant de rejoindre le Ranheim Fotball.
Il fait sa première apparition en professionnel avec ce club, le 10 août 2020, lors d'un match de deuxième division norvégienne face au Raufoss IL. Il entre en jeu à la place d'Erik Tønne et son équipe l'emporte par trois buts à zéro. Il connait sa première titularisation le 1er novembre 2020, contre le Øygarden FK (en), en chamionnat. Les deux équipes se neutralisent ce jour-là (0-0 score final),.

### Kristiansund BK
Le 29 janvier 2024, Ruben Alte quitte le Ranheim Fotball afin de signer en faveur du Kristiansund BK pour un contrat de quatre ans, soit jusqu'en décembre 2027.
Il joue son premier match sous ses nouvelles couleurs le 1er avril 2024, faisant par la même occasion sa première apparition en Eliteserien, la première division norvégienne, lors de la première journée de la saison 2024 face au Lillestrøm SK. Il est titularisé et participe à la victoire de son équipe par trois buts à deux en marquant son premier but pour le club en ouvrant le score après treize minutes de jeu.
Le 18 juillet 2025, Alte signe en faveur du Viking FK pour une valeur de 800K €,.